# Акт про віротерпимість
Акт про віротерпимість (англ. Toleration Act, повна назва — «Акт про звільнення від покарань, передбачених відповідними законами, протестантських вірнопідданих, що відокремились від Церкви Англії» — англ. An Act for Exempting their Majestyes Protestant Subjects dissenting from the Church of England from the Penalties of certaine Lawes) — акт, прийнятий англійським парламентом (24 травня 1689 року) за часів правління Вільгельма III та Марії II, що пом'якшив релігійну політику Стюартів.
Дія Акту поширювалась на нонконформістів — протестантських диссентерів, які з різних причин не визнавали державну Церкву Англії, за умови їхньої лояльності до нових монархів, які прийшли до влади в результаті Славної революції 1688 року. Від диссентерів вимагалось заявити під присягою про визнання короля главою Церкви, відмову від визнання Святої Трійці, а від дисидентських пасторів — ще й підписати Тридцять дев'ять статей. Після проходження цієї процедури колишнім диссентерам дозволялось проводити власні богослужіння у дозволених для цього місцях (приватні молитовні збори без сповіщення влади все ще заборонялись), а пасторам — публічно проповідувати (після отримання відповідної ліцензії). Разом з тим, диссентерам, як і за Стюартів, було заборонено обіймати державні чи парафіяльні посади, а також бути членами суду присяжних. Незгода з Церквою Англії не звільняла дисидентів від сплати десятини на її користь. Таким чином, становище колишніх нонконформістів лише полегшувалось, їх все ще було позбавлено низки політичних і громадянських прав, а остаточне скасування дискримінаційних релігійних законів відбулось у 1828—1829 роках.
Особливі частини Акту про віротерпимість дозволяли поширити його дію на баптистів (частина 7: баптистським пресвітерам дозволялось підписувати Тридцять дев'ять статей без 27-ї статті, яка проголошувала законним хрещення немовлят) і квакерів (оскільки вони не визнавали можливим складати будь-яку присягу, частиною 10-ю їм дозволялось обмежитись урочистою заявою, яка за змістом збігається з необхідною клятвою). Разом із тим, під дію Акту не підпадали католики (оскільки присяга містила відмову від визнання реального перетворення хліба й вина на Тіло і Кров Христа під час меси) і радикальні протестанти-антитринітарії.
Незважаючи на обмеженість та половинчастість положень Акту, він є одним з найважливіших (поряд із Біллем про права й Актом про спадкування престолу) законів епохи Славної революції, які поклали початок сучасної конституційної монархії Великої Британії.